# Гімн Гаяни
Мила земля Гаяни, річок і рівнин (англ. Dear Land of Guyana, of Rivers and Plains) — державний гімн Гаяни. Він був прийнятий як національний гімн у 1966 році, коли країна здобула незалежність від Сполученого Королівства.

## Текст гімну
Англійською:
| Dear land of Guyana, of rivers and plains Made rich by the sunshine, and lush by the rains, Set gem-like and fair, between mountains and seas, Your children salute you, dear land of the free. Green land of Guyana, our heroes of yore, Both bondsmen and free, laid their bones on your shore. This soil so they hallowed, and from them are we, All sons of one Mother, Guyana the free. Great land of Guyana, diverse though our strains, We're born of their sacrifice, heirs of their pains, And ours is the glory their eyes did not see, One land of six peoples, united and free. Dear land of Guyana, to you will we give, Our homage, our service, each day that we live; God guard you, great Mother, and make us to be More worthy our heritage, land of the free. |

Українською:
| Мила земля Гаяни, річок і рівнин Багата сонячним світлом і пишна дощами, Між горами і морями, подібна до коштовного каміння, Твої діти вітають тебе, люба земле вільних. Зелена земля Гаяни, наші герої минулого, І невільники, і вільні, поклали свої кістки на твоєму березі. Вони освятили цю землю, і від них пішли ми, Всі сини однієї матері, вільної Гаяни. Велика земля Гаяни, різноманітна, хоч і з різним походженням, Ми народжені їхніми жертвами, спадкоємці їхнього болю, І наша слава - це слава, якої не бачили їхні очі, Одна земля шести народів, об'єднаних і вільних. Мила земле Гаяни, тобі ми віддаємо, нашу шану, наше служіння, кожен день нашого життя; Боже, бережи тебе, велика мати, і зроби нас більш гідними нашої спадщини, землі вільних. |